# Liste der Biografien/Stag
Liste der Biografien |
Portal Biografien |
Personensuche
# |
A |
B |
C |
D |
E |
F |
G |
H |
I |
J |
K |
L |
M |
N |
O |
P |
Q |
R |
S |
T |
U |
V |
W |
X |
Y |
Z |
?
 
Sa |
Sb |
Sc |
Sd |
Se |
Sf |
Sg |
Sh |
Si |
Sj |
Sk |
Sl |
Sm |
Sn |
So |
Sp |
Sq |
Sr |
Ss |
St |
Su |
Sv |
Sw |
Sy |
Sz
 
Sta |
Ste |
Sth |
Sti |
Stj |
Stl |
Sto |
Str |
Sts |
Stt |
Stu |
Stv |
Stw |
Sty
 
Staa |
Stab |
Stac |
Stad |
Stae |
Staf |
Stag |
Stah |
Stai |
Staj |
Stak |
Stal |
Stam |
Stan |
Stap |
Star |
Stas |
Stat |
Stau |
Stav |
Staw |
Stax |
Stay |
Staz
Die Liste der Biografien führt alle Personen auf, die in der deutschsprachigen Wikipedia einen Artikel haben. Dieses ist eine Teilliste mit 44 Einträgen von Personen, deren Namen mit den Buchstaben „Stag“ beginnt.

## Stag

### Stage
- Stage Olsen, Caroline (* 1990), dänischer Politiker (Venstre, Moderaterne), Digitalisierungsministerin
- Stage, Curt (1866–1931), deutscher lutherischer Theologe, Hauptpastor und Senior in Hamburg
- Stage, Frank (* 1958), dänischer Basketballspieler
- Stage, Jens (* 1996), dänischer Fußballspieler
- Stage, Kurt (1900–1947), Polizist im Nationalsozialismus
- Stage, Otto (1866–1930), österreichischer Unternehmer und Politiker
- Stager, Lawrence E. (1943–2017), US-amerikanischer Archäologe
- Stäger, Robert (1867–1962), Schweizer Entomologe und Mediziner
- Stäger, Robert (1902–1981), deutschsprachiger Schweizer Mundartschriftsteller

### Stagg
- Stagg, Amos Alonzo (1862–1965), US-amerikanischer Footballspieler und Footballtrainer
- Stagg, Emmet (1944–2024), irischer Politiker (Irish Labour Party)
- Stagg, Frank (1942–1976), irischer Widerstandskämpfer und Hungerstreikender
- Stagg, Siobhan (* 1987), australische Opernsängerin (Lyrischer Koloratursopran)
- Stagge, Lukas (* 1997), deutscher Fußballspieler
- Stagger Lee (1865–1912), US-amerikanischer Kutscher, Zuhälter und Mörder
- Stagger, Leeroy (* 1982), kanadischer Country-Musiker
- Staggers, Harley Orrin (1907–1991), US-amerikanischer Politiker
- Staggers, Harley Orrin junior (* 1951), US-amerikanischer Politiker
- Staggers, Sam (* 1955), belgisch-US-amerikanischer Basketballspieler
- Staggl, Johann (* 1960), österreichischer Politiker (ÖVP), Landtagsabgeordneter in Tirol
- Staggs, Suzanne (* 1965), US-amerikanische Astronomin und Astrophysikerin

### Stagi
- Stagi, Franca (1937–2008), italienische Industriedesignerin und Architektin

### Stagl
- Stagl, Gerold (* 1960), österreichischer Politiker (SPÖ), Bürgermeister von Rust
- Stagl, Justin (* 1941), österreichischer Soziologe
- Stagl, Sigrid (* 1968), österreichische Ökonomin und Hochschullehrerin
- Staglianò, Antonio (* 1959), italienischer Geistlicher, ehemaliger römisch-katholischer Bischof von Noto und Präsident der Päpstlichen Akademie für Theologie
- Stagliano, John (* 1951), US-amerikanischer Pornodarsteller und -regisseurJohn Stagliano (* 1951)

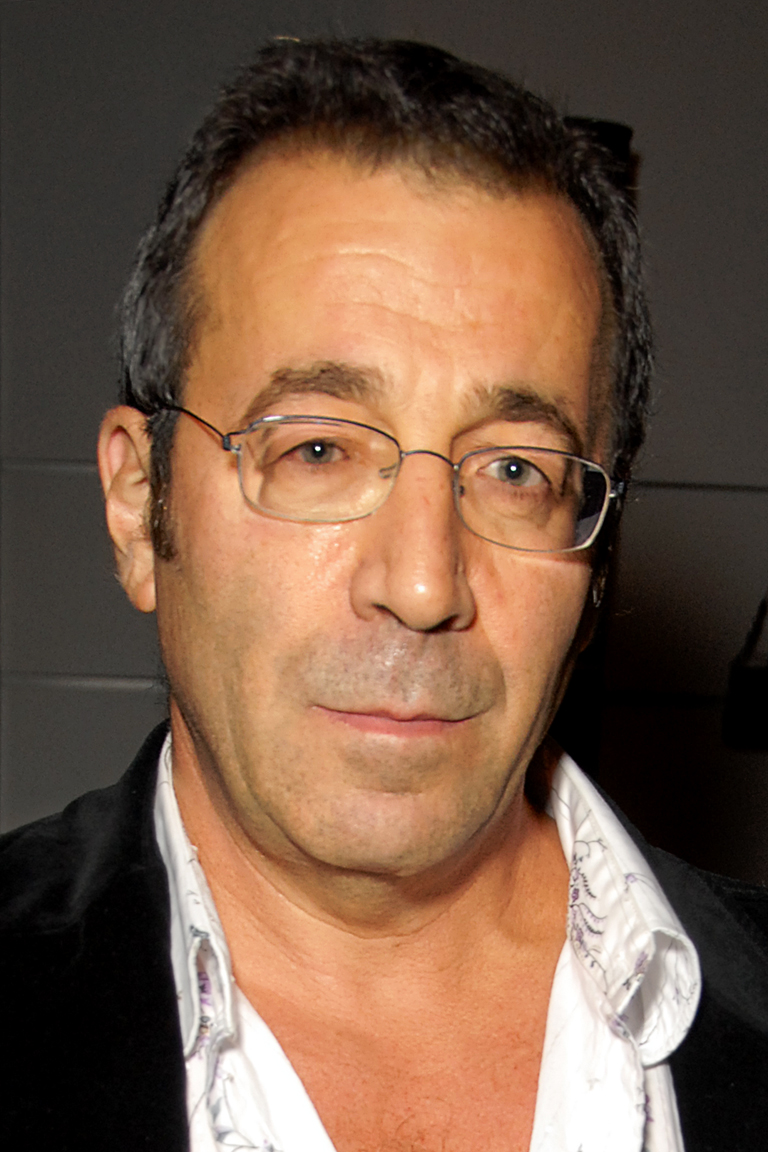
John Stagliano (* 1951)

- Stäglich, Dieter (* 1941), deutscher Bibliothekar und Fußballschiedsrichter
- Stäglich, Nicola (* 1970), deutsche Künstlerin
- Stäglich, Wilhelm (1916–2006), deutscher Soldat im Zweiten Weltkrieg, Richter, Publizist und Holocaustleugner
- Stäglin, Uwe (* 1970), deutscher Politiker (SPD)
- Staglius Aprod(…), antiker römischer Toreut
- Staglius Philocalus, antiker römischer Toreut

### Stagn
- Stagnaro, Guido (1925–2021), italienischer Regisseur, Drehbuchautor und Schriftsteller
- Stagnelius, Erik Johan (1793–1823), schwedischer Dichter
- Stagnero de Munar, María (1856–1922), uruguayische Pädagogin und Frauenrechtlerin
- Stagni, Claudio (* 1939), italienischer Geistlicher, emeritierter Bischof von Faenza-Modigliana
- Stagni, Pellegrino Francesco (1859–1918), italienischer Ordensgeistlicher, römisch-katholischer Erzbischof und Diplomat des Heiligen Stuhls
- Stagniūnas, Deividas (* 1985), litauischer Eiskunstläufer
- Stagno Bellincioni, Bianca (1888–1980), italienische Sängerin und Schauspielerin
- Stagno Ugarte, Bruno (* 1970), costa-ricanischer Politiker und Diplomat
- Stagno, Beatrice (* 2003), italienische Tennisspielerin
- Stagno, Roberto (1840–1897), italienischer Opernsänger (Tenor)

### Stagu
- Staguhn, Gerhard (* 1952), deutscher Journalist und Schriftsteller